# Saphanodes apicalis
Saphanodes apicalis là một loài bọ cánh cứng trong họ Cerambycidae.